# Пакри
Пакри (ест. Pakri saared) су два естонска острва у Финском заливу. Једно острво је Ваике-Пакри који се налази 3 km западно од града Палдиски и има површину од 12,9 километара квадратних, а друго острво је Сур-Пакри који има површину од 11,6 километара квадратних. Према подацима из 2009. године на острвима живи 6 становника. Острва су насељена од 1345. године када су их населили Швеђани. Према попису становништва из 1934. године, острва су имала 354 становника, већином Естонски Швеђани и 13 Немаца.

## Насеља
Пре Другог светског рата острва су имала пет села, три на Сур-Пакри и два на Ваике-Пакри.

### Сур-Пакри
- Сторбин (100 становника у 1935. години)
- Страндбин или Асбин (59 становника)
- Бисагидбин (38 становника)

### Ваике-Пакри
- Сторбин (88 становника)
- Лилбин (72 становника)

## Галерија
- Поглед на острва Пакри